# Świdry (powiat opolski)
Świdry – wieś w Polsce położona w województwie lubelskim, w powiecie opolskim, w gminie Opole Lubelskie. 
Typ zabudowy wsi to ulicówka.
W latach 1975–1998 miejscowość administracyjnie należała do ówczesnego województwa lubelskiego.
Miejscowością statystyczną dla Świdrów jest Ćwiętalka.
Wieś  wraz Ćwiętalką tworzy sołectwo Ćwiętalka-Świdry w gminie Opole Lubelskie. 